# Slotsholmen
Slotsholmen (Isola del Castello) è un'isola nel porto di Copenaghen, Danimarca, parte del centro cittadino. Deve il suo nome ai vari castelli e palazzi che si sono succeduti sul suo territorio a partire dal Vescovo Absalon, che vi costruì il primo castello della città nel 1167, fino all'attuale Palazzo di Christiansborg.
Si tratta del centro amministrativo e di potere del Governo danese sin dal Medioevo, da cui il nome di isola del Potere talvolta attribuitole e la metonimia di Slotsholmen in riferimento all'amministrazione governativa danese nel suo complesso.
L'isola è dominata dal Palazzo di Christiansborg, ma ospita anche diversi ministeri, l'Archivio nazionale, la Biblioteca reale, alcuni musei ed edifici storici della Borsa, la Cancelleria e la Birreria di Cristiano IV.